# L'uomo vuoto - The Empty Man
L'uomo vuoto - The Empty Man (The Empty Man) è un film del 2020 diretto da David Prior.

## Trama
Nel 1995 in Nepal un gruppo di giovani alpinisti si imbatte in una grotta montuosa, all’interno della quale scoprono uno scheletro alieno umanoide. Il capogruppo sembra subire un maleficio osservandolo e rimane in stato catatonico. Il gruppo a causa di una tempesta si ripara in una casa sperduta dove per due giorni iniziano a vedere strani fenomeni. Il terzo giorno i giovani muoiono a causa del giovane posseduto.
San Francisco, 2018. James Lasombra è un ex poliziotto che dopo la morte della moglie e del figlio comincia ad indagare su una serie di sparizioni avvenute nella sua comunità per mano di una setta segreta di occultisti. Cercando le memorie della setta satanica "Pontifex society", James inizia a comprendere l'esistenza di una reincarnazione della setta satanica che fa leva su leggende metropolitane circa la presenza di una entità malefica chiamata "Empty man", evocabile tramite il suono attraverso una canna di bottiglia. 
Nelle sue ricerche, James scopre altri segnali di adorazione del Demonio ovvero Empty man, da parte dei suoi adepti, fino alla rivelazione finale.

## Distribuzione
Il film è stato distribuito nelle sale cinematografiche statunitensi a partire dal 23 ottobre 2020 ed in Italia sulla piattaforma Disney Plus a partire dal 22 febbraio 2021.